# Ifloga
Ifloga es un género de plantas con flores perteneciente a la familia de las asteráceas. Comprende 31 especies descritas y de estas, solo 16 aceptadas. Es originario de Sudáfrica.

## Taxonomía
El género fue descrito por Alexandre Henri Gabriel de Cassini y publicado en Bull. Sci. Soc. Philom. Paris 1819: 142. 1819.
Etimología
Ifloga: nombre genérico que es un anagrama de otro nombre genérico (Filago), perteneciente a la misma familia.

## Especies
A continuación se brinda un listado de las especies del género Ifloga aceptadas hasta julio de 2015, ordenadas alfabéticamente. Para cada una se indica el nombre binomial seguido del autor, abreviado según las convenciones y usos.
1. Ifloga ambigua (L.) Druce
2. Ifloga anomala Hilliard
3. Ifloga candida Hilliard
4. Ifloga decumbens (Thunb.) Schltr.
5. Ifloga glomerata (Harv.) Schltr.
6. Ifloga labillardierei (Pamp.) Fayed & Zareh
7. Ifloga lerouxiae (Beyers) N.G.Bergh
8. Ifloga molluginoides (DC.) Hilliard
9. Ifloga obovata Bolle
10. Ifloga paronychioides (DC.) Fenzl
11. Ifloga pilulifera Schltr.
12. Ifloga polycnemoides Fenzl
13. Ifloga repens (L.) Hilliard & B.L.Burtt
14. Ifloga spicata (Forssk.) Sch.Bip.
15. Ifloga thellungiana Hilliard & B.L.Burtt
16. Ifloga verticillata (L.f.) Fenzl